# Instinct (Fernsehserie)
Instinct  ist eine US-amerikanische Fernsehserie, die vom Sender CBS ab dem 18. März 2018 ausgestrahlt wurde und auf dem Buch Murder Games der Autoren James Patterson und Howard Roughan basiert. Die Erstausstrahlung der 13 Folgen umfassenden ersten Staffel startete im deutschsprachigen Raum am 23. Mai 2018 beim Bezahlsender TNT Serie. Die Free-TV Ausstrahlung startete am 27. September 2018 bei Sat.1.
Die Serie wurde um eine zweite Staffel verlängert, die ab dem 16. Juni 2019 auf dem Sender CBS ausgestrahlt wurde. Im August 2019 setzte CBS die Serie nach zwei Staffeln ab.

## Inhalt
Der offen homosexuell lebende Autor, Universitätsprofessor und ehemalige CIA-Offizier Dr. Dylan Reinhart wird in seinen alten Berufsalltag zurückgeholt, als Detective Elizabeth Needham vom NYPD seine Hilfe benötigt, um einen Serienmörder zu stoppen, der ein Buch von Reinhart als Inspiration für seine Morde verwendet.

## Besetzung
Die Serie wurde bei der Film- & Fernseh-Synchron nach Dialogbüchern von Carsten Bengelsdorf, Christine Roche und Ursula von Langen unter der Dialogregie von Inez Günther vertont.
| Figur                    | Darsteller       | Deutscher Sprecher |
| ------------------------ | ---------------- | ------------------ |
| Dr. Dylan Reinhart       | Alan Cumming     | Axel Malzacher     |
| Detective Lizzie Needham | Bojana Novaković | Andrea Wick        |
| Andrew 'Andy' Wilson     | Daniel Ings      | Oliver Scheffel    |
| Julian Cousins           | Naveen Andrews   | Frank Schaff       |
| Lt. Jasmine Gooden       | Sharon Leal      | Solveig Duda       |
| Joan Ross                | Whoopi Goldberg  | Regina Lemnitz     |

## Episodenliste

### Staffel 1
| Nr. (ges.) | Nr. (St.) | Deutscher Titel          | Originaltitel       | Erstausstrahlung USA | Deutschsprachige Erstausstrahlung (D/A/CH) | Regie               | Drehbuch                           |
| ---------- | --------- | ------------------------ | ------------------- | -------------------- | ------------------------------------------ | ------------------- | ---------------------------------- |
| 1          | 1         | Der Tod gibt Karten      | Pilot               | 18. März 2018        | 23. Mai 2018                               | Marc Webb           | Michael Rauch                      |
| 2          | 2         | Vertrag mit dem Teufel   | Wild Game           | 25. März 2018        | 23. Mai 2018                               | Douglas Aarniokoski | Carol Flint & Constance M. Burge   |
| 3          | 3         | Geheimnisse und Lügen    | Secrets And Lies    | 1. Apr. 2018         | 30. Mai 2018                               | Peter Werner        | Christopher Ambrose                |
| 4          | 4         | Mitten in New York       | I Heart New York    | 8. Apr. 2018         | 30. Mai 2018                               | Constantine Makris  | Michael Rauch                      |
| 5          | 5         | Herzlos                  | Heartless           | 22. Apr. 2018        | 6. Juni 2018                               | Don Scardino        | Michael Rauch                      |
| 6          | 6         | Der Todesengel           | Flat Line           | 29. Apr. 2018        | 6. Juni 2018                               | Laura Belsey        | Tanya Barfield                     |
| 7          | 7         | Sport ist Mord           | Owned               | 6. Mai 2018          | 13. Juni 2018                              | Douglas Aarniokoski | Jill Abbinanti                     |
| 8          | 8         | In der Schusslinie       | Long Shot           | 27. Mai 2018         | 20. Juni 2018                              | Jay Chandrasekhar   | Carol Flint                        |
| 9          | 9         | Schlechte Schauspieler   | Bad Actors          | 10. Juni 2018        | 27. Juni 2018                              | Jim McKay           | Dan E. Fesman                      |
| 10         | 10        | Bye Bye Birdie           | Bye Bye Birdie      | 3. Juni 2018         | 4. Juli 2018                               | Douglas Aarniokoski | Constance M. Burge                 |
| 11         | 11        | Rätsel auf Leben und Tod | Blast From The Past | 27. Mai 2018         | 11. Juli 2018                              | Cherie Nowlan       | Lee H. Ellenberg                   |
| 12         | 12        | Sterben für die Kamera   | Live                | 24. Juni 2018        | 18. Juli 2018                              | Edward Ornelas      | Michael J. Ballin & Thomas Aguilar |
| 13         | 13        | Der Geheimbund           | Tribal              | 1. Juli 2018         | 25. Juli 2018                              | Michael Rauch       | Michael Rauch                      |

### Staffel 2
| Nr. (ges.) | Nr. (St.) | Deutscher Titel           | Originaltitel   | Erstausstrahlung USA | Deutschsprachige Erstausstrahlung (D/A/CH) | Regie              | Drehbuch                            |
| ---------- | --------- | ------------------------- | --------------- | -------------------- | ------------------------------------------ | ------------------ | ----------------------------------- |
| 14         | 1         | Kaltes Herz               | Stay Gold       | 30. Juni 2019        | 15. Okt. 2019                              | Stephen Surjik     | Michael Rauch                       |
| 15         | 2         | Zerbrochene Schallplatten | Broken Record   | 7. Juli 2019         | 22. Okt. 2019                              | Alex Pillai        | Keith Foglesong                     |
| 16         | 3         | Vermisst                  | Finders Keeper  | 14. Juli 2019        | 22. Okt. 2019                              | Lee Rose           | Carol Flint                         |
| 17         | 4         | Knall auf Fall            | Big Splash      | 21. Juli 2019        | 29. Okt. 2019                              | John Behring       | Marc Dube                           |
| 18         | 5         | Rache ist süß             | Ancient History | 28. Juli 2019        | 29. Okt. 2019                              | Randy Zisk         | Constance M. Burge & Jill Abbinanti |
| 19         | 6         | Kunstobjekte              | One-of-a-kind   | 4. Aug. 2019         | 5. Nov. 2019                               | Janice Cooke       | Michael J. Ballin & Thomas Aguilar  |
| 20         | 7         | Zu später Stunde          | After Hours     | 11. Aug. 2019        | 5. Nov. 2019                               | Joe Collins        | Erica Saleh                         |
| 21         | 8         | Tod auf dem Eis           | Go Figure       | 11. Aug. 2019        | 12. Nov. 2019                              | Cherie Nowlan      | Anthony Johnston                    |
| 22         | 9         | Auf der Jagd              | Manhunt         | 18. Aug. 2019        | 12. Nov. 2019                              | Constantine Makris | John Cockrell                       |
| 23         | 10        | Verdachtsmomente          | Trust Issues    | 18. Aug. 2019        | 19. Nov. 2019                              | Lee Rose           | Carol Flint & Constance M. Burge    |
| 24         | 11        | Graue Zellen              | Grey Matter     | 25. Aug. 2019        | 19. Nov. 2019                              | Michael Rauch      | Michael Rauch                       |